# Лискова Клавдія Іванівна
Клавдія Іванівна Лиско́ва (нар. 10 жовтня 1927, Льовінці — пом. 23 січня 2010, Київ) — українська скульпторка; членкиня Спілки радянських художників України з 1957 року.

## Біографія
Народилася 10 жовтня 1927 року в селі Льовінцях (нині селище міського типу Оричівського району Кіровської області, Росія). 1954 року закінчила Київський художній інститут, де навчалась зокрема у Михайла Лисенка, Олексія Олійника, Макара Вронського.
Жила в Києві, в будинку на вулиці Червоноармійській, № 112, квартира № 19 та в будинку на Русанівській набережній, № 18/1, квартира № 52. Померла в Києві 23 січня 2010 року.

## Творчість
Працювала в галузях станкової, декоративно-монументальної, декоративно-паркової скульптур та скульптури малих форм. Серед робіт:
станкова скульптура
- «До знань» (1957, гіпс тонований);
- «Дівчина» (1960, литий цемент, лабрадор);
- «Чемпіон Олександр Іваницький» (1963, гіпс);
- «Кам'яна квітка» (1963, гіпс тонований);
- «Знедолена» (1964, гіпс);
- «Геологи» (1967, склоцемент);
- «Комбайнер» (1970, гіпс тонований);

композиції
- «Мистецтво» у Будинку культури шахтарів у Волгоградській області (1958, бетон);
- «Діти біжать (Піонерія)» у Казахстані (1979, бронза);
- «Мистецтво» у Київському творчо-виробничому комбінаті «Художник» (1980-ті, бетон);
- «Студенти з Камеруну» (1994).

Брала участь у республіканських виставках з 1957 року, всесоюзних — з 1963 року.
Деякі роботи зберігаються у Донецькому художньому музеї, Маріупольському краєзнавчому музеї.